# Marc-Antoine Parseval
Marc-Antoine Parseval des Chênes (Rosières-aux-Salines, 27 aprile 1755 – Parigi, 16 agosto 1836) è stato un matematico francese.
Famoso per l'identità di Parseval, generalizzazione del teorema di Pitagora a spazi di funzioni infinito-dimensionali, e per il teorema di Parseval, che anticipa alcune proprietà della trasformata di Fourier.